# Eduard Limónov
Eduard Limónov (rus: Эдуард Лимонов, el seu nom real era Eduard Veniamínovitx Savenko, rus: Эдуард Вениаминович Савенко; nascut a Dzerjinsk el 22 de febrer de 1943, i mort a Moscou el 17 de març de 2020), fou un ciutadà francès d'origen rus, escriptor dissident i dirigent polític del nacional-bolxevisme (nazbol) a Rússia, i fundador i líder de l'il·legalitzat Partit Nacional Bolxevic, que té com a objectiu principal construir un estat amb més justícia social, preferiblement compensant a totes les regions poblades per eslaus. S'autodefinia com a nacionalista moderat, socialista "de línia dura" i activista pels drets constitucionals. Freqüentment perseguit, arrestat per la policia russa, demandat i condemnat per infraccions menors per organitzar protestes de caràcter polític, últimament s'havia reafirmat en la lluita pel dret a la reunió pacífica (article 31 de la Constitució de la Federació Russa) i en protesta contra una llei que limita l'exercici de l'esmentat dret únicament a esdeveniments aprovats amb anterioritat per les autoritats locals. D'acord amb el politòleg i russòleg Stephen Shenfield, Eduard Limónov podria ser considerat un feixista.
Com a oponent polític de Vladímir Putin i aliat temporal de l'excampió del món d'escacs Garri Kaspàrov, Limónov era dirigent del bloc polític Una Altra Rússia.

## Primers anys
Limonov va néixer a Dzerjinsk, una ciutat industrial a la vora del riu Okà, propera a la ciutat de Nijni Nóvgorod (anomenada Gorki durant l'època soviètica). En els primers anys de la seva vida la seva família es va mudar a Khàrkiv, a la llavors RSS d'Ucraïna, on Limonov es va criar. En els primers anys de la dècada de 1970 va viure com a poeta a Moscou, on va gaudir d'una breu etapa d'èxit abans que se li retirés la ciutadania i fos expulsat de l'URSS.
Va emigrar a Nova York el 1974 i va començar a escriure novel·les. No és clar quin era l'estatus legal que tenia Limonov als Estats Units, ja que li va permetre viure en aquest país durant molts anys sense cap mena de problema. Va formar part de l'escena punk i avantguardista novaiorquesa, adquirint al mateix temps una gran admiració per Lou Reed, així com pels escriptors nord-americans de l'estil de Charles Bukowski.
El 1982 va traslladar-se a viure a París amb la seva amant Natalia Medvédeva, i ràpidament es converteix en membre actiu dels cercles literaris francesos. Va rebre la nacionalitat  francesa, i la seva ciutadania soviètica li va ser retornada durant el govern de Mikhaïl Gorbatxov. Limonov i Medvédeva es van casar, però es divorciarien el 1994.

## Treballs literaris
Les obres de Limonov destaquen pel seu cinisme. Les seves novel·les i memòries descriuen les seves experiències de joventut a Rússia i la seva vida d'immigrant als Estats Units.
La pel·lícula de 2004 del cineasta Aleksandr Veledinskii titulada Russkoe ("Rus"), està basada en els escrits de Limonov.
Des de finals de la dècada dels 90, Limonov contribuïa habitualment a "Living Here" i més tard a "eXile", ambdós periòdics anglòfons de Moscou. Aquestes són les úniques fonts conegudes en què Limonov va escriure articles en anglès. Quan va començar com a col·laborador, va especificar als editors del diari que conservessin el seu "terrible estil Anglo-Rus". Encara que la major part dels seus articles siguin de caràcter polític, també tracta molts altres temes, incloent-hi "assessorament per a joves ambiciosos".

## Obres literàries escollides
- Это я, Эдичка (1979) - (Sóc jo, Eddie)
- Дневник неудачника (1982) - (Diari d'un Desgraciat)

Trilogia
- У нас была великая эпоха (1992) - (Vam tenir la gran època)
- Подросток Савенко (1983) - (Adolescent Savenko)
- Молодой негодяй (1986) - (Memòries d'un Descarat)
- Книга мёртвых (2001) - (El Llibre dels Morts)
- История его слуги (2003) - (Història d'un Servidor)
- Мой отрицательный герой (1976-1982) - (El meu personatge negatiu) (en vers)
- Иностранец в смутное время (2007) - (L'estranger en l'època de les revoltes)
- Последние дни супермена (2008) - (Els últims dies de Superman)

## Carrera política

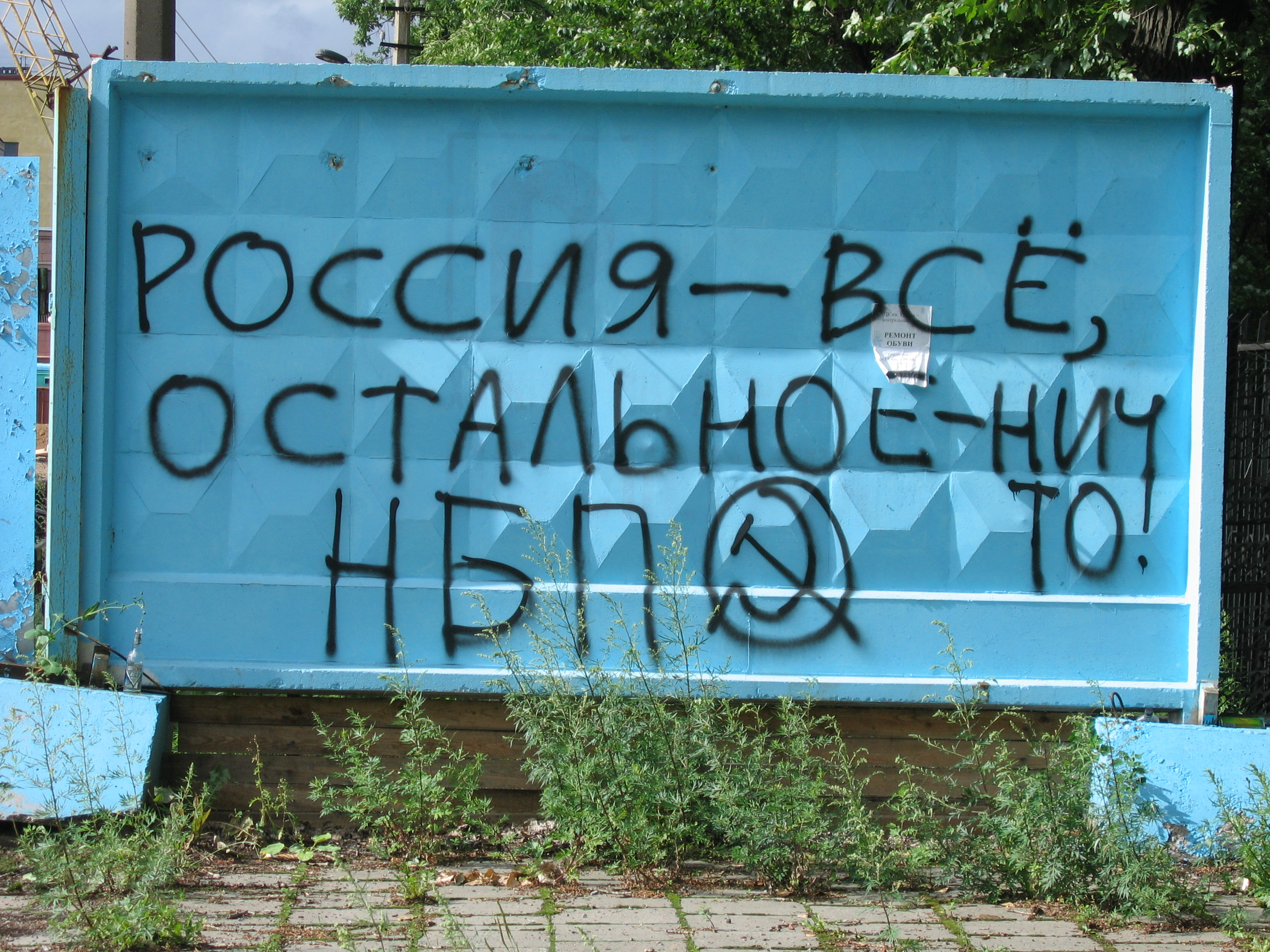
Pintada de l'NBP: "Rússia és tot, la resta no és res!"

El 1991, Limonov torna a Rússia des de França i comença la seva activitat política. Funda un diari anomenat Limonka (malnom rus per la granada de mà F1, amb forma de llimona, un joc de paraules amb el seu cognom Limonov (llimona) i la natura explosiva d'aquest material), i un petit partit polític de tendència radical anomenat primerament Front Nacional Bolxevic (NBF), encara que aviat passaria a anomenar-se Partit Nacional Bolxevic (NBP). L'NBP creu en la creació d'un gran imperi que inclogui el conjunt d'Europa i Rússia, així com la part nord-oest d'Àsia (Sibèria), per a ser governada sota domini rus. Encara que el grup mai va aconseguir obtenir l'estatus oficial de partit polític, va recuperar activitat en protestes sobre diverses qüestions sociopolítiques, en particular una dura crítica al règim de Vladímir Putin.
El 1996 un jutge d'un tribunal rus va declarar en una audiència que el diari de l'NBP, Limonka, va difondre informació il·legal i immoral: "en essència, EV Limonov (Savenko) és defensor de la venjança i el terror de masses, aspirant a fer-ho des del nivell de les polítiques d'estat". El tribunal va decidir recomanar l'expedició d'una advertència oficial a la redacció de Limonka, per investigar la possibilitat d'examinar si Limonov pot ser considerat legalment com a responsable, i publicar aquesta decisió en la Rossiskaia Gazeta.
Limonov va donar suport a l'ocupació de l'Església de Sant Pere a Riga el novembre de 2000, duta a terme per militants de l'NBP, ja després de l'esdeveniment, en un article a "eXile". Concretament, els activistes nacional-bolxevics es van atrinxerar en el campanar de l'església després de brandar una granada falsa, amenaçant de volar l'edifici, en un intent per cridar l'atenció per uns suposats casos de discriminació i maltractament a les minories russes de Letònia. Tot i que no hi va haver danys o lesions, aquesta acció va ser qualificada pels mitjans d'informació com a terrorisme. Tres membres de l'NBP van ser detinguts i condemnats a 10 i 15 anys de presó. Quatre nacional-bolxevics, detinguts després dels incidents, van complir breus sentències i van ser deportats.
En els anys 2000 el NBP de Limonov es va liberalitzar en gran manera, fins i tot denunciant qualsevol xenofòbia i antisemitisme a la seva pàgina web oficial. El partit va entrar en Front d'Unitat Civil de Garri Kaspàrov. Durant la dècada dels 90, Limonov va donar suport als serbis de Bòsnia en la Guerra dels Balcans, així com als separatistes d'Abkhàzia i Pridnestrovie contra Geòrgia i Moldàvia, respectivament.
Limonov va ser empresonat l'abril de 2001 amb càrrecs de terrorisme, conspiració per la força contra l'ordre constitucional i tràfic d'armes. Basant-se en un article publicat a Limonka, en la línia de Limonov, el govern rus el va acusar de planejar una revolta en l'exèrcit per envair el Kazakhstan. Després d'un any a la presó, el seu judici va ser presentat en un tribunal de Saràtov, que també va escoltar les apel·lacions dels membres de la Duma Vladímir Jirinovski, Aleksei Mitrofanov i Vasiliy Shandybin a favor de la seva posada en llibertat. Va mantenir que els càrrecs eren ridículs i amb motivacions polítiques, però va ser empresonat i sentenciat a quatre anys de presó per la compra d'armes, sent absolt dels altres càrrecs. Va complir dos anys més de condemna abans de sortir per bona conducta.
Limonov era un ferm defensor de Sèrbia i va adquirir notorietat ingressant en una patrulla de franctiradors a Bòsnia i Hercegovina durant la Guerra de Bòsnia. La cadena de televisió britànica BBC va mostrar en Limonov amb en Radovan Karadžić, antic president de la República Srpska i acusat de crims de guerra i de genocidi contra els musulmans bosnians. El vídeo contenia imatges de Limonov disparant un rifle de franctirador des d'un tanc cap a la capital bosniana, Sarajevo. Va see objecte de polèmiques parlant sobre la necessitat de l'ús de "tàctiques sèrbies" per recuperar àrees de l'antiga URSS amb grans poblacions de russos. Algunes persones que busquen suports per al NBP i minimitzen evidències d'"extremisme" diuen que les "tàctiques sèrbies" simplement impliquen afirmació territorial i una possible intervenció militar. No obstant això, certa gent assegura que Limonov es refereix a un genocidi.

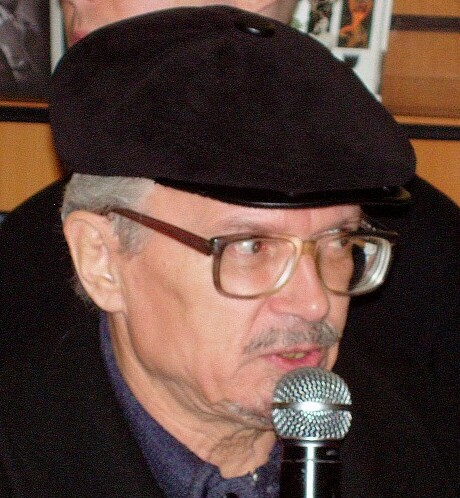
Limonov presentant un llibre, el desembre de 2008

Limonov incloïa entre els seus ídols a Stalin, Mikhaïl Bakunin, Julius Evola i Yukio Mishima. Va comptar amb Alain de Benoist, ideòleg del think tank de la Nouvelle Droite, entre els seus aliats polítics. Inicialment va ser aliat del nacionalista Vladimir Zhirinovsky, arribant fins i tot a ser nomenat Ministre de Seguretat d'un gabinet a l'ombra creat per aquest el 1992. No obstant això, Limonov es va cansar aviat de les tàctiques polítiques de Zhirinovsky i es va distanciar d'ell, escrivint el llibre "Limonov contra Zhirinovsky".
El juny de 2005 el Partit Nacional Bolxevic va ser il·legalitzat, acusat de promoure actes vandàlics, però dos mesos després va ser de nou legalitzat.
El 3 de març de 2007 Limonov i alguns membres del seu Partit Nacional Bolxevic al costat d'altres activistes de l'oposició política, tant d'esquerres com de dretes, van prendre part en l'organització de la Marxa de Dissidents de Sant Petersburg amb la participació de moltes persones en contra de les polítiques de Vladimir Putin i Valentina Matvienko. Limonov va ser detingut per la policia just en començar la manifestació.
El 17 d'abril de 2007 Limonov va ser novament arrestat després d'una manifestació antigovernamental en la qual diversos nacional-bolxevics van assaltar el Ministeri de Finances rus, el que va provocar que el NBP fos de nou il·legalitzat el 19 d'abril.
El 31 de gener de 2009 Limonov i un nombre determinat de dirigents nacional-bolxevics van ser detinguts per la policia durant una manifestació contra el Kremlin a Moscou.
En els últims dies de l'abril de 2010 Limonov es va veure embolicat en un escàndol sexual amb una dona, militant d'un altre partit opositor a Putin, igual com d'altres líders polítics (amb la mateixa dona), en el que podria haver estat una trampa parada pels serveis de seguretat russos.
Estava casat amb l'actriu Ekaterina Volkova, amb qui tenia un fill i una filla, Bogdan i Aleksandra.